# X-Prix do Deserto de 2021
O X-Prix do Deserto de 2021 foi uma corrida de Extreme E realizada nos dias 3 e 4 de abril de 2021 em Al-'Ula, Arábia Saudita. Foi a primeira rodada da série automobilista off-road de carro elétrico da temporada inaugural. O final foi vencido por Johan Kristoffersson e Molly Taylor para a equipe Rosberg X Racing, na frente do Andretti United Extreme E e Team X44.

## Classificação

### Qualificação
| Pos.   | No. | Equipe                         | Pilotos                                  | Q1        | Q2        | Total     | Gap       | Pontos |
| ------ | --- | ------------------------------ | ---------------------------------------- | --------- | --------- | --------- | --------- | ------ |
| 1      | 44  | Team X44                       | Sébastien Loeb Cristina Gutiérrez        | 10:48.067 | 11:07.931 | 21:55.998 |           | 12     |
| 2      | 55  | Acciona Sainz XE Team          | Carlos Sainz Laia Sanz                   | 11:16.231 | 11:20.864 | 22:37.095 | +41.097   | 11     |
| 3      | 6   | Rosberg X Racing               | Johan Kristoffersson Molly Taylor        | 10:43.565 | 12:03.258 | 22:46.823 | +50.825   | 10     |
| 4      | 23  | Andretti United Extreme E      | Timmy Hansen Catie Munnings              | 11:31.603 | 11:32.931 | 23:04.534 | +1:08.536 | 9      |
| 5      | 42  | Hispano-Suiza Xite Energy Team | Oliver Bennett Christine Giampaoli Zonca | 13:09.038 | 12:01.694 | 25:10.732 | +3:14.734 | 8      |
| 6      | 22  | JBXE                           | Jenson Button Mikaela Åhlin-Kottulinsky  | 12:22.426 | 14:28.452 | 26:50.878 | +4:54.880 | 7      |
| 7      | 99  | SEGI TV Chip Ganassi Racing    | Kyle LeDuc Sara Price                    | 13:33.674 | Sem tempo | Sem tempo | +2 voltas | 6      |
| 8      | 125 | Abt Cupra XE                   | Mattias Ekström Claudia Hürtgen          | Sem tempo | Sem tempo | Sem tempo | +3 voltas | 5      |
| 9      | 5   | Veloce Racing                  | Stéphane Sarrazin Jamie Chadwick         | Sem tempo | Sem tempo | Sem tempo | +4 voltas | 4      |
| Fonte: |     |                                |                                          |           |           |           |           |        |

### Semi Final
| Pos.   | No. | Equipe                | Pilotos                           | Voltas | Tempo     | Pontos |
| ------ | --- | --------------------- | --------------------------------- | ------ | --------- | ------ |
| 1      | 6   | Rosberg X Racing      | Johan Kristoffersson Molly Taylor | 2      | 11:12.950 |        |
| 2      | 44  | Team X44              | Sébastien Loeb Cristina Gutiérrez | 2      | +28.910   |        |
| 3      | 55  | Acciona Sainz XE Team | Carlos Sainz Laia Sanz            | 2      | +1:06.828 | 15     |
| Fonte: |     |                       |                                   |        |           |        |

### Crazy Race
| Pos.   | No. | Equipe                         | Pilotos                                  | Voltas | Tempo     | Pontos |
| ------ | --- | ------------------------------ | ---------------------------------------- | ------ | --------- | ------ |
| 1      | 23  | Andretti United Extreme E      | Timmy Hansen Catie Munnings              | 2      | 11:30.564 |        |
| 2      | 42  | Hispano-Suiza Xite Energy Team | Oliver Bennett Christine Giampaoli Zonca | 2      | +30.342   | 12     |
| 3      | 22  | JBXE                           | Jenson Button Mikaela Åhlin-Kottulinsky  | 2      | +1:06.662 | 10     |
| Fonte: |     |                                |                                          |        |           |        |

### Shootout
| Pos.   | No. | Equipe                      | Pilotos                          | Voltas | Tempo       | Pontos |
| ------ | --- | --------------------------- | -------------------------------- | ------ | ----------- | ------ |
| 1      | 125 | Abt Cupra XE                | Mattias Ekström Claudia Hürtgen  | 1      | 5:07.187    | 8      |
| 2      | 99  | SEGI TV Chip Ganassi Racing | Kyle LeDuc Sara Price            | 1      | +21.716     | 6      |
| 3      | 5   | Veloce Racing               | Stéphane Sarrazin Jamie Chadwick | 0      | Não começou | 4      |
| Fonte: |     |                             |                                  |        |             |        |

Notas:
- ↑1  – Saiu após bater na segunda volta.

### Final
| Pos.   | No. | Equipe                    | Pilotos                           | Voltas | Tempo    | Pontos |
| ------ | --- | ------------------------- | --------------------------------- | ------ | -------- | ------ |
| 1      | 6   | Rosberg X Racing          | Johan Kristoffersson Molly Taylor | 2      | 11:29    | 25     |
| 2      | 23  | Andretti United Extreme E | Timmy Hansen Catie Munnings       | 2      | +23.73   | 19     |
| 3      | 44  | Team X44                  | Sébastien Loeb Cristina Gutiérrez | 2      | +1:38.09 | 18     |
| Fonte: |     |                           |                                   |        |          |        |